# Louis Dominic Daly
Louis Dominic Daly, britanski general, * 1885, † 1967.